# SOMP2
SOMP2 (englisch Student On-Orbit Measurement Project, „Studentisches Im-Orbit-Messprojekt“), auch QB50 DE02, ist ein Forschungs-, Technologieerprobungs- und Amateurfunksatellit, der von Studierenden der Fachrichtungen Luft- und Raumfahrttechnik, Mechatronik, Informatik, Energietechnik und Physik an der TU Dresden entwickelt wurde.
Die Professur für Raumfahrtsysteme (Leiter: Martin Tajmar) der Fakultät Maschinenwesen leitete das Projekt. Der Betrieb des Satelliten wird oder wurde vom Deutschen Amateur-Radio-Club, Ortsverband Saxonia Dresden, welcher die Bodenstation am Beruflichen Schulzentrum für Elektrotechnik Dresden betreibt, unterstützt.

## Aufbau und Nutzlast
Bei SOMP handelt es sich um einen Cubesat der Größe 2U. Wie vierzehn weitere Satelliten des QB50-Forschungsprojekts trägt er als Forschungsnutzlast einen Sensor namens „FIPEXnano“, der die Sauerstoffkonzentration in der Thermosphäre messen sollte. Außerdem wurden je ein Experiment zur thermoelektrischen Energiegewinnung und zur Untersuchung von Nanomaterialien unter Weltraumbedingungen verbaut.

## Missionsverlauf
SOMP2 wurde zusammen mit mehreren Dutzend anderen Kleinsatelliten am 18. April 2017 um 15:11 Uhr (UTC) vom SLC-41 der Cape Canaveral Space Force Station aus mit einer Atlas-V-Rakete in einem Cygnus-Raumtransporter gestartet. SOMP2 wurde am 16. Mai 2017 von der ISS ausgesetzt. Es konnte kein Kontakt mit dem Satelliten hergestellt werden. Als Ersatz wurde am 24. Januar 2021 der Cubesat SOMP2b gestartet.